# Plebeiella griswoldorum
Plebeiella griswoldorum là một loài Hymenoptera trong họ Apidae. Loài này được Eardley mô tả khoa học năm 2004.